# Нестероидные противовоспалительные препараты
Нестероидные противовоспалительные препараты (нестероидные противовоспалительные средства/агенты, НПВП, НПВС, НСПВП, NSAID) — группа лекарственных средств, обладающих обезболивающим, жаропонижающим и противовоспалительным эффектами, уменьшают боль, лихорадку и воспаление. Использование в названии термина «нестероидные» подчёркивает их отличие от глюкокортикоидов, которые обладают не только противовоспалительным эффектом, но и другими, подчас нежелательными, свойствами стероидов.
Наиболее известные представители НПВП: аспирин, ибупрофен, диклофенак.

## История
После выделения из коры ивы салициловой кислоты в 1829 году НПВП прочно заняли своё место в медикаментозной терапии различных заболеваний, проявляющихся болью или воспалением. Их широкую распространённость обеспечило и отсутствие побочных эффектов, присущих опиатам: седации, угнетения дыхания и привыкания. Большинство этих препаратов считается относительно безопасным и продаётся без рецепта.

## Механизм действия
Большинство препаратов этой группы является неселективными ингибиторами фермента циклооксигеназы, подавляя действие обеих его изоформ (разновидностей) — ЦОГ-1 и ЦОГ-2.
Циклооксигеназа отвечает за выработку простагландинов и тромбоксана из арахидоновой кислоты, которая, в свою очередь, получается из фосфолипидов клеточной мембраны за счёт фермента фосфолипаза A2.
Простагландины среди прочих функций являются посредниками и регуляторами в развитии воспаления. Данный механизм был открыт Джоном Вейном, получившим впоследствии Нобелевскую премию за своё открытие.

## Классификация НПВП

### По химической структуре
В зависимости от химической структуры и характера активности НПВП классифицируются следующим образом:
Кислоты
- Салицилаты: ацетилсалициловая кислота (аспирин), дифлунизал, лизинмоноацетилсалицилат.
- Пиразолидины: фенилбутазон, метамизол натрия.
- Производные индолуксусной кислоты: индометацин, сулиндак, этодолак.
- Производные фенилуксусной кислоты: диклофенак, ацеклофенак, непафенак.
- Оксикамы: пироксикам, теноксикам, лорноксикам, мелоксикам.
- Производные пропионовой кислоты: ибупрофен, напроксен, флурбипрофен, кетопрофен, декскетопрофен, тиапрофеновая кислота.

Некислотные производные
- Алканоны: набуметон
- Производные сульфонамида: нимесулид, целекоксиб, рофекоксиб.

### По эффективности средних доз
По силе противовоспалительного действия средних доз НПВП могут быть расположены в следующей последовательности:
```
MAX
           ↓ Индометацин
              ↓ Флурбипрофен
              ↓ Диклофенак натрия
              ↓ Пироксикам
              ↓ Кетопрофен
              ↓ Напроксен
              ↓ Ибупрофен
              ↓ Амидопирин

MIN
           ↓ Аспирин
```

По анальгезирующему действию средних доз НПВП могут быть расположены в следующей последовательности:
```
MAX
           ↓ Кеторолак
              ↓ Кетопрофен
              ↓ Диклофенак натрия
              ↓ Индометацин
              ↓ Флурбипрофен
              ↓ Амидопирин
              ↓ Пироксикам
              ↓ Напроксен
              ↓ Ибупрофен

MIN
           ↓ Аспирин
```

### По механизму действия
Большинство НПВП неселективно ингибирует изоэнзимы циклооксигеназу-1 и циклооксигеназу-2, что может привести к язвенной болезни и кровотечениям в желудочно-кишечном тракте (ЖКТ). Для уменьшения вредного воздействия на ЖКТ были разработаны селективные НПВП (коксибы), которые избирательно (селективно) ингибируют только циклооксигеназу-2. К таковым относятся:
- Целекоксиб
- Рофекоксиб
- Валдекоксиб
- Парекоксиб
- Лумиракоксиб
- Эторикоксиб
- Фирококсиб (применяется в ветеринарной практике)

## Показания
Препараты данной группы обычно используются при острых и хронических заболеваниях, сопровождающихся болью и воспалением. В настоящее время проводятся исследования, направленные на возможность влияния на колоректальный рак, а также по их эффективности в лечении сердечно-сосудистых заболеваний.
Наиболее часто НПВП назначаются при следующих состояниях:
- Ревматоидный артрит
- Остеоартрит
- Воспалительные артропатии (анкилозирующий спондилоартрит, псориатический артрит, синдром Рейтера)
- Подагра
- Дисменорея
- Метастазы костей, сопровождающиеся болью
- Головная боль и мигрень
- Послеоперационный болевой синдром
- Болевой синдром слабой или средней степени выраженности при воспалительных изменениях или травме
- Лихорадка
- Почечная колика

## Побочные эффекты
Широкое распространение НПВП заставило обратить внимание на побочные эффекты этих сравнительно безопасных препаратов. Наиболее часто встречаются эффекты, связанные с пищеварительным трактом и почками.
Все эффекты дозозависимы и достаточно серьёзны, чтобы ограничить применение этой группы препаратов. В США из всех госпитализаций, связанных с применением лекарственных средств, 43 % приходятся на НПВП, большинства из которых можно было избежать.
Побочные реакции отмечаются при длительном приёме НПВП (например, при лечении остеохондроза) и заключаются в поражении слизистой оболочки желудка и двенадцатиперстной кишки с образованием язв и кровотечений. Этот недостаток НПВП неизбирательного действия послужил причиной разработки препаратов нового поколения, блокирующих только ЦОГ-2 (фермент воспаления) и не влияющих на работу ЦОГ-1 (фермента защиты). Таким образом, препараты нового поколения практически лишены ульцерогенных побочных эффектов (поражение слизистой оболочки органов пищеварительного тракта), связанных с длительным приёмом неселективных НПВП, но повышают риск развития тромботических осложнений.
Аспирин противопоказан детям до 12 лет в связи с возможным развитием у них синдрома Рея.
Приём НПВП, в том числе аспирина и индометацина, может привести к развитию аспириновой бронхиальной астмы (частота — 0,5 %). Такая побочная реакция на аспирин значительно чаще встречаются среди взрослых, страдающих бронхиальной астмой (примерно у 10 %), и среди больных риносинуситами (у 33 %). Аспириновая бронхиальная астма обычно возникает в течение 1 часа после приёма препарата.

### Со стороны желудочно-кишечного тракта
Большинство этих эффектов связано с прямым или косвенным поражением слизистой желудочно-кишечного тракта. Являясь в большинстве своём кислотами, они оказывают прямое раздражающее действие на слизистую желудка. Ингибирование ЦОГ-1 приводит к угнетению синтеза простагландинов, и, как следствие, к понижению защитных свойств пристеночной слизи.
Наиболее частые проявления:
- Тошнота
- Диспепсия
- Язва желудка и двенадцатиперстной кишки
- Желудочно-кишечные кровотечения
- Диарея

Риск изъязвления напрямую зависит от дозы и продолжительности лечения. Для снижения вероятности язвообразования необходимо использовать минимальную эффективную дозу препарата в течение минимального периода времени. Данные рекомендации, как правило, игнорируются.
Фактор, от которого зависят площадь и скорость возникновения повреждения слизистой оболочки желудка, — внутрижелудочное значение pH. Чем выше pH, тем меньше зона кровоточивости слизистой оболочки. Поэтому при длительном приёме НПВП возникает необходимость проводить внутрижелудочное исследование pH.
Также частота развития нежелательных эффектов со стороны ЖКТ зависит от препарата: считается, что индометацин, кетопрофен и пироксикам наиболее часто вызывают побочные явления, в то время как ибупрофен (малые дозы) и диклофенак сравнительно редко.
Некоторые препараты выпускаются в специальных оболочках, растворяющихся в кишечнике и проходящие неизменными через желудок. Считается, что это позволяет снизить риск развития побочных эффектов. В то же время, учитывая механизм развития побочных эффектов, нельзя с точностью утверждать о подобных свойствах.
Побочные эффекты со стороны ЖКТ можно уменьшить, применяя препараты, подавляющие кислотообразование (напр., из группы ингибиторов протонной помпы — омепразол). Несмотря на эффективность данной методики, продолжительная терапия по этой схеме будет экономически невыгодна.

### Со стороны сердечно-сосудистой системы
Приём НПВП вызывает угнетение синтеза простагландинов, которые, наряду с другими эффектами, обеспечивают нормальную функцию эндотелия сосудов и системы свёртывания крови. За счёт дисфункции эндотелия и подавления противосвёртывающей системы крови возможно развитие инфарктов миокарда, инсультов и тромбозов периферических артерий. Для отдельных представителей НПВП частота осложнений со стороны сердечно-сосудистой системы оказалась настолько велика, что они были полностью отозваны из обращения фирмами-производителями (рофекоксиб, валдекоксиб).
Мета-анализ 2011 года, объединяющий данные о более чем 800 тысячах принимавших НПВП пациентов, показал, что минимальный риск развития сердечно-сосудистых осложнений отмечался при приёме напроксена, а также ибупрофена в низкой дозе. В то же время, приём широко используемого диклофенака был связан с существенным повышением риска развития сердечно-сосудистых осложнений.

### Со стороны почек
Сравнительно редко возникают следующие осложнения:
- Интерстициальный нефрит
- Нефротический синдром
- Острая почечная недостаточность
- Острый сосочковый некроз

### Фотосенсибилизация
Фотодерматиты являются часто наблюдаемыми побочными эффектами многих НПВП.

### Прочие осложнения
Также встречаются следующие осложнения: повышение печёночных ферментов, головная боль, головокружение.
Не являются типичными, но встречаются: сердечная недостаточность, гиперкалиемия, спутанность сознания, бронхоспазм, сыпь.
Побочные эффекты препаратов группы индола (индолуксусной кислоты), например, индометацина, сводятся к поражению ЦНС: головокружение, нарушение координации движений; препаратов группы пиразолона (Анальгин, Баралгин (комбинированный препарат на основе метамизола натрия), Бутадион): лейкопения, агранулоцитоз.
На фоне вирусных инфекций действие аспирина может обернуться развитием синдрома Рея.

## Применение при беременности
Не рекомендуется применять препараты группы НПВП при беременности, особенно в третьем триместре. Хотя прямых тератогенных эффектов не выявлено, считается, что НПВП могут вызвать преждевременное закрытие артериального (Боталлова) протока и почечные осложнения у плода. Также имеются сведения о преждевременных родах и выкидышах. Несмотря на это, аспирин в сочетании с гепарином успешно применяется у беременных с антифосфолипидным синдромом, а индометацин — для лечения многоводия.
По последним данным канадских исследователей применение НПВП (кроме аспирина) на сроках до 20 недель беременности ассоциировалось с повышенным риском выкидыша. По результатам проведённого исследования риск выкидыша увеличивался в 2,4 раза вне зависимости от дозы принимаемого препарата.

## Критика
Датский врач, один из основателей «Кокрановского сотрудничества», автор многочисленных систематических обзоров клинических испытаний, опубликованных Кокрановской библиотекой, и более чем 70 публикаций в ведущих медицинских журналах Петер Гётше высказал предположение, что НПВП могут не иметь прямого противовоспалительного эффекта и что их обезболивающее действие, приводя к более быстрой мобилизации по сравнению с плацебо, уменьшает отёк и таким образом создаёт впечатление противовоспалительного эффекта. Гётше предположил, что распространённое утверждение о наличии противовоспалительного действия у НПВП является лишь маркетинговым ходом.
Защитив в 1990 году докторскую диссертацию на тему «Смещение в двойных слепых исследованиях», включившую в себя шесть статей, Гётше проанализировал 244 исследования, в которых действие того или иного НПВП сравнивалось с действием другого, и обнаружил огромное количество смещений в пользу препарата компании, спонсировавшей исследования, по сравнению с контрольными лекарствами. В целом отчёты об испытаниях были настолько ненадёжны, что являлись по сути не научными публикациями, а рекламой лекарств.
Проанализировав исследования, сравнивавшие действие НПВП и плацебо, Гётше обнаружил, что противовоспалительный эффект у НПВП отсутствовал.
Гётше отмечал также, что НПВП являются одной из самых опасных групп лекарственных препаратов, что ежегодно в Великобритании 3700 человек умирают от язвенных осложнений вследствие приёма НПВП, а в 1999 году, как подсчитано, свыше 16 000 жителей США умерли от язв желудка, вызванных этими препаратами. Как указывает Гётше, некоторые из НПВП, будучи одобренными FDA, впоследствии были отозваны с рынка из-за токсичности.